# Русино (Рамешковский район)
Русино — деревня в Рамешковском районе Тверской области.

## География
Находится в восточной части Тверской области на расстоянии приблизительно 26 км на юг по прямой от районного центра поселка Рамешки.

## История
Известна с XVI века как деревня Русинова с 4 дворами. В 1859 г. в русской государственной деревне Русино было 8 дворов, в 1886 — 12 дворов. В советское время работали колхозы «Знамя труда» и «Кушалино». В 2001 году в 10 домах жили местные жители, 7 домов принадлежало наследникам и дачникам. До 2021 входила в сельское поселение Кушалино Рамешковского района до их упразднения.

## Население
Численность населения: 63 человека (1859 год), 75 (1886), 21 (1989), 24 (русские 92 %) в 2002 году, 40 в 2010.